# Повітряні сили Австрії
Повітряні сили Австрії, ПС Австрії (нім. Östereichische Luftstreitkräfte, досл. «Австрійські повітряні бойові сили») — один з двох видів Збройних сил Австрії.
ВПС Австрії були відновленні у 1955 одночасно з збройними силами держави. Першими літаками стали Як-11 і Як-18, отримані від СРСР. Як нейтральна держава, Австрія має у своєму розпорядженні одними з найменших ВПС в Європі, що виконують суто оборонні завдання . Протягом тривалого часу єдиними бойовими літаками на озброєнні були перехоплювачі Saab 35 "Дракен" . Нині вони замінені сучасними багатоцільовими винищувачами «Тайфун».

## Структура

### Командування ВПС
КОМАНДУВАННЯ ВПС ( нім. Kommando Luftstreitkräfte ) (з січня 2017, дивізіонний еквівалент) ( Зальцбург ) 

#### Командування спостереження повітряного простору (Kommando Luftraumüberwachung) (бригадний еквівалент) (Вальс-Зіценхайм, поблизу Зальцбурга)
- Командування (нім. Kommando) (Вальс-Зіценхайм, поблизу Зальцбурга)
- Оперативний штаб (нім. Betriebsstab) (Санкт-Йоганн-ім-Понгау, поблизу Зальцбурга та Відня)
- Ескадра спостереження (нім. Überwachungsgeschwader) (Цельтвег)
  - Штабна рота (нім. Stabskompanie) (Цельтвег)
  - 1-а Ескадрилья (нім. 1. Staffel) (Цельтвег) — Eurofighter Typhoon
  - 2-а Ескадрилья (нім. 2. Staffel) (Цельтвег) — Eurofighter Typhoon
  - Центр управління повітряним рухом авіабази Цельтвег (нім. Militärflugleitung Zeltweg)
  - Центр підготовки льотного персоналу та симуляційного навчання (нім. Au Stimmungsbildns- und Simulationszentrum) (Цельтвег)
  - Аеродромна рота (нім. Flugbetriebskompanie) (Цельтвег)
  - Охоронна та навчальна рота (нім. Wachsicherungs- und Au Stimmungsbildungkompanie) (Цельтвег)
- Батальйон ППО 2 (нім. Fliegerabwehrbataillon 2) (Цельтвег та Айген-ім-Енсталь) — ПЗРК Містраль та Ерлікон GDF-005
- Радіолокаційний батальйон (нім. Radarbataillon) (Зальцбург)
- Авіаремонтний завод 2 (нім. Fliegerwerft 2) (Цельтвег) — ремонт Eurofighter Typhoon, Saab 105 і Pilatus PC-7 та керованих ракет, летильної підтримки аеродромі Цельтвег
- Логістично-технічний центр (нім. Technisch-Logistisches Zentrum) (Цельтвег) — ремонт техніки РЛЗ та зв'язку

#### Командування повітряної підтримки (Kommando Luftunterstützung) (бригадний еквівалент) (Хершинг, поблизу Лінце)
- Штабна рота (нім. Stabskompanie) (Хершинг)
- Повітряно-транспортна ескадрилья (нім. Lufttransportstaffel) (Хершинг) - C-130K
- 1-а Транспортно-вертольота ескадрилья (легка) (нім. 1. leichte Transporthubschrauberstaffel) (Хьоршинг) — Agusta-Bell 212
- 2-а Транспортно-вертольота ескадрилья (легка) (нім. 2. leichte Transporthubschrauberstaffel) (Хьоршинг) — Agusta-Bell 212
- Вертолітна ескадрилья зв'язку (нім. Verbindungshubschrauberstaffel) (Айген-ім-Енсталь) — Sud-Aviation Alouette SA.316B
- Аеродромна рота (нім. Flugbetriebskompanie) (Хершинг)
- Перевантажувальна частина (нім. Lufttransportumschlag-Einheit) (Хершинг)
- Ескадра повітряної підтримки (нім. Luftunterstützungsgeschwader) (Тульн-Лангенлебарн)
  - Транспортно-вертольота ескадрилья (середня) (нім. mittlere Transporthubschrauberstaffel) — S-70A
  - Багатоцільова вертолітна ескадрилья (нім. Mehrzweckhubschrauberstaffel) - OH-58B
  - Ескадрилія літаків (нім. Flächenstaffel) — PC-6/B2-H2/B2-H4
  - Розвідувальна ескадрилья (нім. Luftaufklärungsstaffel) — PC-6/B2-H2/B2-H4, OH-58B
  - Частини наземної підтримки
- Авіаремонтний завод 1 (нім. Fliegerwerft 1) (Тульн-Лангенлебарн) - ремонт Sikorsky S-70A, Bell OH-58 і Pilatus PC-6, летової підтримки аеродромі Лангенлебарн
- Авіаремонтний завод 3 (нім. Fliegerwerft 3) (Хьоршинг) — ремонт Agusta-Bell 212 та Sud-Aviation Alouette SA.316B (в Айгені), двигунів для C-130, двигунів для Saab 105, летової підтримки аеродромі Хьоршинг
- Логістичний центр авіаційної техніки (нім. Luftfahrttechnologisches Logistikzentrum) (Хьоршинг)

#### Школа військ ВПС та ППО (нім. Flieger- und Fliegerabwehrtruppenschule) (бригадний еквівалент, підпорядкована міністерству оборони, поза структурою ВПС) (Тульн-Лангенлебарн)
- Штабне відділення (нім. Stabsabteilung)
- Інститут льотчиків (нім. Institut Flieger) (Цельтвег)
  - Навчальний відділ літаків (нім. Lehrabteilung Fläche) (Цельтвег) PC-7, DA40NG
  - Навчальний відділ вертольотів (нім. Lehrabteilung Hubschrauber) (Тульн-Лангенлебарн) - Alouette SA.316B
- Інститут зенітної артилерії (нім. Institut Fliegerabwehr) (Тульн-Лангенлебарн)
- Інститут наземних служб (нім. Institut Fliegerbodendienste) (Тульн-Лангенлебарн)
- Інститут авіаційної техніки (нім. Institut Luftfahrttechnik) (Тульн-Лангенлебарн)
- Навчальна рота (нім. Lehrkompanie) (Тульн-Лангенлебарн) - початкова підготовка солдатів
- Науково-дослідний та доктринальний відділ (нім. Grundlagenabteilung)
  - Сектор повітряних операцій (нім. Referat Luftoperationen)
  - Сектор правління повітряного руху (нім. Referat Flugverkehrsmanagement)
  - Сектор повітроплавання та повітряного транспорту (нім. Referat Flugwesen und Transport)
  - Сектор ППО (нім. Referat Fliegerabwehr)
  - Сектор авіаційної техніки (нім. Referat Luftfahrttechnik)
  - Сектор РЕБ (нім. Referat Elektronische Kampfführung)
  - Сектор навчання за допомогою комп'ютерних способів (нім. Referat Computerunterstützte Au Stimmungsbildung)

## Пункти базування
- Авіабаза Брумовськи, Нижня Австрія
- Аеродром Хінтерштройсер, Цельтвег, Штирія (підготовка пілотів літаків)
- Аеродром Фіала Фернбругг, Айген (Енсталь), Штирія (підготовка пілотів гелікоптерів)
- Аеродром Фоглер, Гершинг, Верхня Австрія (дві ескадрильї транспортних літаків та вертольотів)
- Аеродром Вінер Нойштадт / Захід
- Вертолітна база Швац, Тіроль
- Вертолітна база Пунітц
- Вертолітна база Клагенфурт
- База Аленштейг

## Техніка та озброєння
Дані про техніку та озброєння ВПС Австрії взято зі сторінки журналу Aviation Week &amp; Space Technology . 

### Літаки та вертольоти на озброєнні австрійських ВПС
| Тип                  | Виробництво       | Призначення              | Кількість     | Примітки                                                                                       | Зображення    |               |
| Бойові літаки        | Бойові літаки     | Бойові літаки            | Бойові літаки | Бойові літаки                                                                                  | Бойові літаки | Бойові літаки |
| -------------------- | ----------------- | ------------------------ | ------------- | ---------------------------------------------------------------------------------------------- | ------------- | ------------- |
| Eurofighter Typhoon  | Європейський Союз | багатоцільовий винищувач | 15            | Плановано 24, замовлення скорочено до 18, а потім до 15, має бути заміна на більш дешевий тип. |               |               |
| Транспортні літаки   |                   |                          |               |                                                                                                |               |               |
| Lockheed C-130K      | США               | транспортний літак       | 3             | Отримані від RAF                                                                               |               |               |
| Pilatus PC-6/B       | Швейцарія         | загального призначення   | 8             | Отримано 26, 5 на консервації                                                                  |               |               |
| Навчальні літаки     |                   |                          |               |                                                                                                |               |               |
| Saab 105OE           | Швеція            | навчально-бойовий        | 28            | Отримано 40                                                                                    |               |               |
| Pilatus PC-7         | Швейцарія         | навчально-тренувальний   | 12            |                                                                                                |               |               |
| Гелікоптери          |                   |                          |               |                                                                                                |               |               |
| Aerospatiale SA 316A | Франція           | багатоцільовий вертоліт  | 23            | Отримано 29, має бути заміна на 12 багатоцільових гелікоптерів                                 |               |               |
| Bell OH-58B Kiowa    | США               | розвідувальний вертоліт  | 10            |                                                                                                |               |               |
| Agusta-Bell AB 212   | Італія            | транспортний вертоліт    | 23            | Отримано 26                                                                                    |               |               |
| Sikorsky S-70A-42    | США               | транспортний вертоліт    | 9             | Замовлено ще 3 варіанти S-70i.                                                                 |               |               |

### Колишні літаки та вертольоти австрійських ВПС
- Yakovlev YAK-18 "Max" (4 одиниці в експлуатації з 1955 по 1960 рік)
- Yakovlev YAK-11 "Moose" (4 одиниці в експлуатації з 1956 по 1965 рік)
- Agusta-Bell AB-47G2 (9 одиниць в експлуатації з 1956 по 1969 рік)
- Bell 47 G2 (1 одиниця в експлуатації з 1956 по 1969 рік)
- Cessna 172 «Skyhawk» (1 одиниця в експлуатації з 1957 по 1958 рік)
- Fiat G.46-4B (5 одиниць в експлуатації з 1957 по 1963 рік)
- Saab B17A (1 одиниця в експлуатації з 1957 по 1963 рік)
- Piper PA18-95 "Super Cub" (7 одиниць в експлуатації з 1957 по 1965 рік)
- Piper PA18-150 "Super Cub" (2 одиниці в експлуатації з 1957 до 1965)
- Zlin Z-126 «Trener» (4 одиниці в експлуатації з 1957 по 1965 рік)
- Cessna 182A/B «Skylane» (2 одиниці в експлуатації з 1957 по 1966 рік)
- De Havilland DH-115 "Vampire" TMk.55, TMk.11 (9 одиниць в експлуатації з 1957 по 1972 рік)
- Piaggio P.149D (1 одиниця в експлуатації з 1958 до 1965)
- Westland S-55 "Whirlwind" (10 одиниць в експлуатації з 1958 по 1965)
- Sud Aviation "Alouette II" (16 одиниць в експлуатації з 1958 по 1975 рік)
- Cessna L-19E "Bird Dog" (7 одиниць в експлуатації з 1958 по 1997)
- Grunau Baby IIb (2 одиниці в експлуатації з 1959 по 1962 рік) )
- North American LT-6G "Texan" (10 одиниць в експлуатації з 1959 по 1971 рік)
- Potez/Fouga CM170 «Magister» (18 одиниць в експлуатації з 1959 по 1972 рік)
- Cessna L-19A "Bird Dog" (22 одиниці в експлуатації з 1959 по 1997)
- Bell H-13H "Sioux" (17 одиниць в експлуатації з 1960 по 1976 рік)
- De Havilland Canada DHC-2 "Beaver" (6 одиниць в експлуатації з 1960 по 1976 рік)
- Saab J-29F "Tunnan" (30 одиниць в експлуатації з 1961 по 1972 рік)
- Musger Mg.19A "Steinadler" (2 одиниці в експлуатації з 1962 по 1977 рік)
- Agusta-Bell AB-204 (26 одиниць в експлуатації з 1963 по 1982 рік, знову використовуються з 2001р. )
- Saab 91D Safir (24 одиниць в експлуатації з 1964 по 1993 рік)
- Short SC.7 SRS 3M "Skyvan" (2 одиниці в експлуатації з 1969 по 2007 рік)
- Agusta-Bell AB-206A "Jet-Ranger" (13 одиниць в експлуатації з 1969 по 2009 рік)
- Sikorsky S-65C-2 (2 одиниці в експлуатації з 1970 по 1981 рік)
- Saab J-35OE Mk.II "Draken" (24 одиниць в експлуатації з 1987 по 2005 рік + 1 одиниця без двигуна)
- Casa CN-235-300 (знятий виробником) (1 одиниця в експлуатації з 2000 по 2002 рік)
- Northrop F-5E "Tiger II" (орендовані у Швейцарії) (12 одиниць в експлуатації з 2005 по 2008 рік)

## Розпізнавальні знаки

Розпізнавальний знак

### Еволюція розпізнавальних знаків ВПС Австрії
| Розпізнавальний знак | Знак на фюзеляж | Знак на кіль | Коли використовувався            | Порядок нанесення |
| -------------------- | --------------- | ------------ | -------------------------------- | ----------------- |
|                      |                 |              | 1914 - 1918                      |                   |
|                      |                 |              | 1918                             |                   |
| ні                   | ні              |              | 1918 - 1922                      |                   |
|                      |                 |              | 1936 - 1938                      |                   |
|                      |                 | ні           | з 1955 року до теперішнього часу |                   |

## Знаки відмінності

### Генерали та офіцери
| Категорії          | Генерали | Генерали        | Генерали     | Генерали  | Старші офіцери | Старші офіцери | Старші офіцери | Молодші офіцери | Молодші офіцери | Молодші офіцери | Молодші офіцери |
| ------------------ | -------- | --------------- | ------------ | --------- | -------------- | -------------- | -------------- | --------------- | --------------- | --------------- | --------------- |
| Знак на петлиці    |          |                 |              |           |                |                |                |                 |                 |                 |                 |
| На польову форму   |          |                 |              |           |                |                |                |                 |                 |                 |                 |
| На формі 57/03     |          |                 |              |           |                |                |                |                 |                 |                 |                 |
| На головний убір   |          |                 |              |           |                |                |                |                 |                 |                 |                 |
| Австрійське звання | General  | Generalleutnant | Generalmajor | Brigadier | Oberst         | Oberstleutnant | Major          | Hauptmann       | Oberleutnant    | Leutnant        | Fähnrich        |
|                    |          |                 |              |           |                |                |                |                 |                 |                 |                 |
| ранг               | ОФ-9     | ОФ-8            | ОФ-7         | ОФ-6      | ОФ-5           | ОФ-4           | ОФ-3           | ОФ-2            | ОФ-1а           | ОФ-1б           | ОФ-1в           |

### Сержанти та солдати
|                    |              |                         |                       |                   |                  |              |            |          |           |         |
|                    |              |                         |                       |                   |                  |              |            |          |           |         |
| Категорії          | Підофіцери   | Підофіцери              | Підофіцери            | Підофіцери        | Підофіцери       | Підофіцери   | Сержанти   | Сержанти | Сержанти  | Солдати |
| Знак на петлиці    |              |                         |                       |                   |                  |              |            |          |           |         |
| На польову форму   |              |                         |                       |                   |                  |              |            |          |           |         |
| На формі 57/03     |              |                         |                       |                   |                  |              |            |          |           |         |
| На головний убір   |              |                         |                       |                   |                  |              |            |          |           |         |
| Австрійське звання | Vizeleutnant | Offiziersstellvertreter | Oberstabswachtmeister | Stabswachtmeister | Oberwachtmeister | Wachtmeister | Zugsführer | Корпорал | Gefreiter | Rekrut  |
|                    |              |                         |                       |                   |                  |              |            |          |           |         |
| ранг               | OP-9         | OP-9                    | OP-8                  | OP-7              | OP-6             | OP-5         | OP-4       | OP-3     | OP-2      | OP-1    |

## Галерея

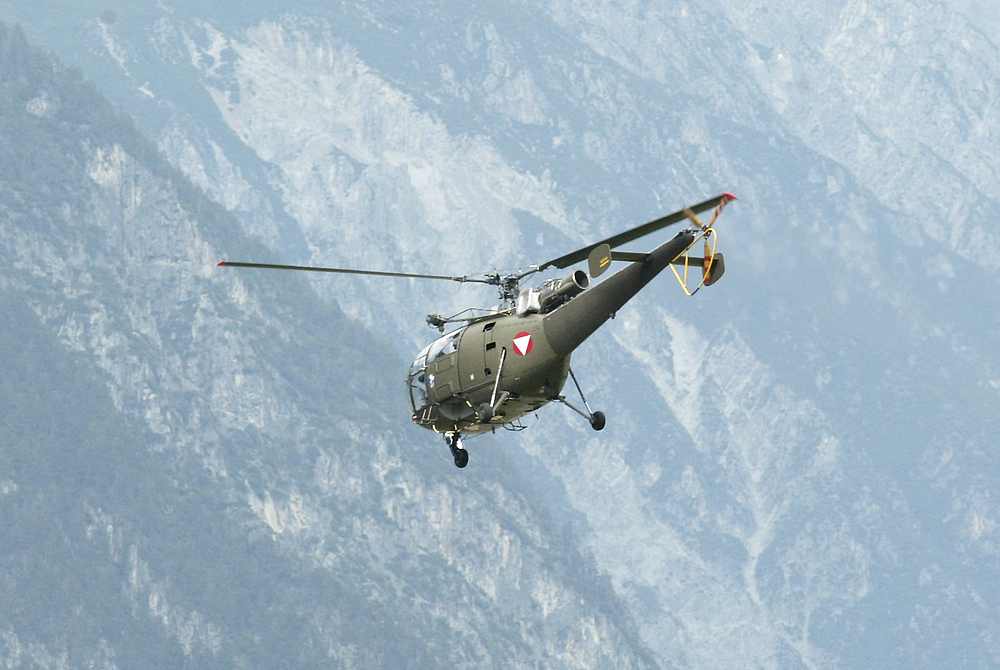
Aerospatiale SA 316A
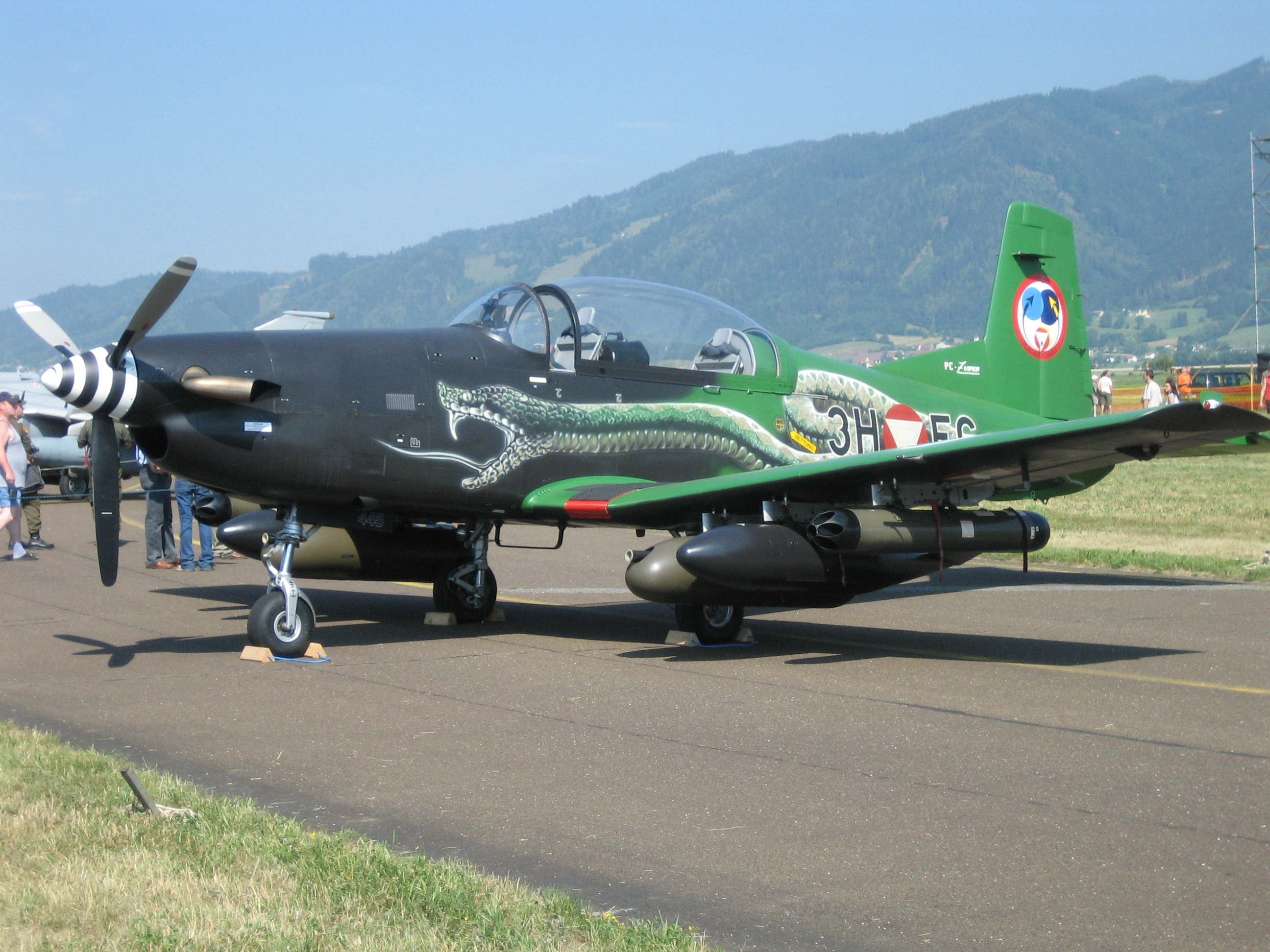
Pilatus PC-7 Turbo Trainer '3H-FG'